# (416400) 2003 UZ117
2003 يو زد 117 (ويعرف أيضًا باسم (416400) 2003 يو زد 117 وفق تسمية الكوكب الصغير) (بالإنجليزية: 2003 UZ117)‏ هو كويكب ضمن حزام الكويكبات؛ وترتيبه 416400 من حيث الاكتشاف.
اكتُشف هذا الجُرم الفلكي بواسطة سبيس واتش في 24 أكتوبر 2003.

## وصلات خارجية
- (416400) 2003 UZ117 في قاعدة بيانات مختبر الدفع النفاث لأجرام النظام الشمسي الصغيرة

- الاكتشاف · مخطط المدار ·  العناصر المدارية · المعلمات المادية

- (416400) 2003 UZ117 على موقع ويكي سكاي: DSS2, SDSS, GALEX, IRAS, Hydrogen α, X-Ray, Astrophoto, Sky Map, Articles and images